# Partito della Giustizia e dello Sviluppo (Turchia)
Il Partito della Giustizia e dello Sviluppo (in turco Adalet ve Kalkınma Partisi - AKP) è un partito politico conservatore turco. L'AKP si è sviluppato nel solco della tradizione dell'Islam politico e della "democrazia conservatrice". L'AKP è il principale partito del paese, con 316 membri nel Parlamento turco, la cui maggioranza controlla fin dal 2002. Il suo ex presidente, Binali Yıldırım, è il leader del gruppo parlamentare, mentre il fondatore e leader, Recep Tayyip Erdoğan, è Presidente della Turchia.
Fondato nel 2001 da membri di vari partiti islamisti conservatori, l'AKP ha vinto più seggi parlamentari di ogni altro partito nelle quattro tornate elettorali del 2002, 2007, 2011 e 2015, con il 34.3%, 46.6%, 49.8% e 49% dei voti, rispettivamente.
Poco dopo la sua formazione, l'AKP si presentava come un partito filo-occidentale e filo-statunitense, facendo campagna per una economia liberale di mercato e per l'adesione della Turchia all'Unione europea.
Il partito è stato descritto come una "ampia coalizione di islamisti, riformisti islamici, conservatori, nazionalisti, centro-destra, e gruppi pro-business". L'AKP è stato a lungo sostenuto dal movimento Cemaat del chierico islamico esiliato Fethullah Gülen, la cui influenza sulla magistratura ha aiutato a indebolire l'opposizione e il potere degli apparati militari. L'AKP è stato membro osservatore del Partito Popolare Europeo dal 2005 al novembre 2013, quando lo ha lasciato alla volta dell'Alleanza dei Conservatori e dei Riformisti Europei, anch'essa abbandonata nel 2018.

## Storia

### Origini e fondazione
Già a partire dal 1994, nelle file del Partito del Benessere e del Millî Görüş si stavano diffondendo tra i membri più giovani di classe media idee meno inclini al programma populista del movimento e maggiormente favorevoli al libero mercato, alla decentralizzazione e ai valori europei.
Il Partito della Virtù era stato costituito dopo lo scioglimento del Partito del Benessere in seguito al memorandum pronunciato dall'esercito turco nel 1997, il che aveva portato alla formazione di due fazioni; la fazione tradizionalista rimaneva maggiormente fedele alla retorica islamista e agli ideali del Millî Görüş di Necmettin Erbakan, mentre la corrente riformista, guidata da Abdullah Gül e Recep Tayyip Erdoğan, era favorevole a creare una nuova immagine del partito, che includesse una maggiore compatibilità con la struttura secolare dello Stato turco, oltre che uno sguardo favorevole all'adesione della Turchia all'Unione europea e al liberismo economico. Abdullah Gül sfidò Recai Kutan per conquistare la direzione del partito, fatto che evidenziò le divisioni interne; nel primo congresso, tenutosi il 14 maggio 2000, Kutan vinse con 633 voti, mentre Gül ne ottenne 521.
In seguito dello scioglimento del Partito della Virtù, la fazione riformista confluì nel Partito della Giustizia e dello Sviluppo, che venne fondato il 14 agosto 2001, mentre la corrente tradizionalista, guidata da Necmettin Erbakan e da Recai Kutan, diede vita al Partito della Felicità.
L'AKP, a differenza dei partiti predecessori, abbandonò completamente la retorica populista favorevole all'interventismo economico, favorendo le privatizzazioni e le deregolarizzazioni e l'enfatizzazione dei principi della responsabilità individuale e della competitività. Il partito premeva poi per l'ingresso del paese nell'Unione europea. L'AKP si presentò come un partito liberal-conservatore ed accolse numerose personalità politiche del tradizionale centro-destra turco, tra i quali Cemil Çiçek e Abdülkadir Aksu del Partito della Madrepatria e Hüseyin Çelik e Köksal Toptan del Partito della Retta Via, nonché alcune di centro-sinistra, come Ertuğrul Günay del Partito Popolare Repubblicano. Il partito accolse poi tra le sue file numerose figure senza precedenti esperienze politiche come Ali Babacan, Selma Aliye Kavaf, Egemen Bağış e Mevlüt Çavuşoğlu.

### Prima legislatura (2002-2007)
Alle elezioni parlamentari del 2002 il partito ottenne il 34,3% dei consensi, ed elesse 365 seggi (due terzi del totale), grazie all'alto sbarramento elettorale (10%), che permise l'ingresso in parlamento solo dell'AKP e del Partito Popolare Repubblicano. Tra i principali fattori che portarono alla vittoria dell'AKP si citano la crisi economica, l'alta inflazione e la disillusione di gran parte dell'elettorato turco relativamente alla vecchia classe politica. I risultati elettorali portarono alle dimissioni di Mesut Yılmaz, Tansu Çiller e di Devlet Bahçeli dalla direzione dei loro partiti: rispettivamente il Partito della Madrepatria, il Partito della Retta Via e il Partito del Movimento Nazionalista (le dimissioni di Bahçeli vennero poi rifiutate).
Erdoğan non potette essere nominato primo ministro, in quanto precedentemente bandito dalla vita politica. Al suo posto venne proposto Gül. L'esilio di Erdoğan venne revocato con l'aiuto del CHP ed egli divenne primo ministro nel 2003, dopo essere stato eletto in parlamento grazie ad un'elezione suppletiva a Siirt.
Alle elezioni locali del 2004, il partito riscosse il 42% dei voti e nel 2005 venne accolto come osservatore nel Partito Popolare Europeo.
Maggiore opposizione suscitò il tentativo, da parte dell'AKP, di eleggere nel 2007 l'allora Vice Primo Ministro e Ministro degli Esteri Gül Presidente della Repubblica. Il presidente turco venne eletto dal Parlamento con una maggioranza dei due terzi nelle prime 3 votazioni. Con i propri voti e quelli di alcuni indipendenti l'AKP avrebbe potuto eleggere subito Gül. L'AKP, però nel corso della legislatura, perse ben dieci deputati passati all'opposizione, che insieme ai deputati del CHP non si presentarono in parlamento e fecero mancare il numero legale. La Corte Costituzionale, pertanto, annullò il voto, stabilendo, di fatto, che se l'opposizione non si fosse mai presentata in parlamento nessun voto sarebbe stato valido. La Corte era sulle stesse posizioni dell'opposizione, preoccupata dal fatto che le tre massime cariche dello Stato (Presidente del Consiglio, Presidente della Camera e Presidente della Repubblica) fossero nelle mani di esponenti dell'AKP. A ciò si aggiunsero le pressioni dei vertici militari, tutori in base alla Costituzione della laicità dello Stato. Vista l'impossibilità di procedere all'elezione di Gül, l'AKP decise di ritirarne la candidatura, salvo chiedere elezioni politiche anticipate.

### Seconda legislatura (2007-2011)
Alle elezioni parlamentari del 2007 l'AKP ottenne il 46,7% dei voti e 340 seggi. L'AKP, pertanto, incrementò i propri voti del 12,4%, ma perse 23 seggi. Il calo in termini di seggi fu dovuto all'ingresso nella Camera di 24 deputati indipendenti (23 dei quali membri del Partito della Società Democratica - DTP), contro i 9 precedenti, e grazie al fatto che oltre al CHP, anche i nazionalisti del Partito del Movimento Nazionalista, con il 14,3% dei voti, superarono la soglia del 10%.
Con tale risultato il partito riuscì a far eleggere Abdullah Gül come 11º Presidente della Turchia.
L'ottimo risultato in termini percentuali per l'AKP fu determinato dal porsi sempre più come un partito moderato, comprensivo di varie correnti culturali. Erdoğan aprì il partito alle candidature di molti indipendenti: Zafer Uskül, docente universitario e collaboratore di una rete informativa indipendente; Nursuna Memecan, donna d'affari, editrice di libri per bambini ed esponente della Istanbul "liberal"; Mehmet Şimşek, ex dirigente della Merrill Lynch; Zafer Caglayan, presidente dell'Unione industriale di Ankara.

Le donne elette nelle file dell'AKP sono passate da 13 a 26. 
(Ahmet Insel, politologo)

### Dal 2012 a oggi

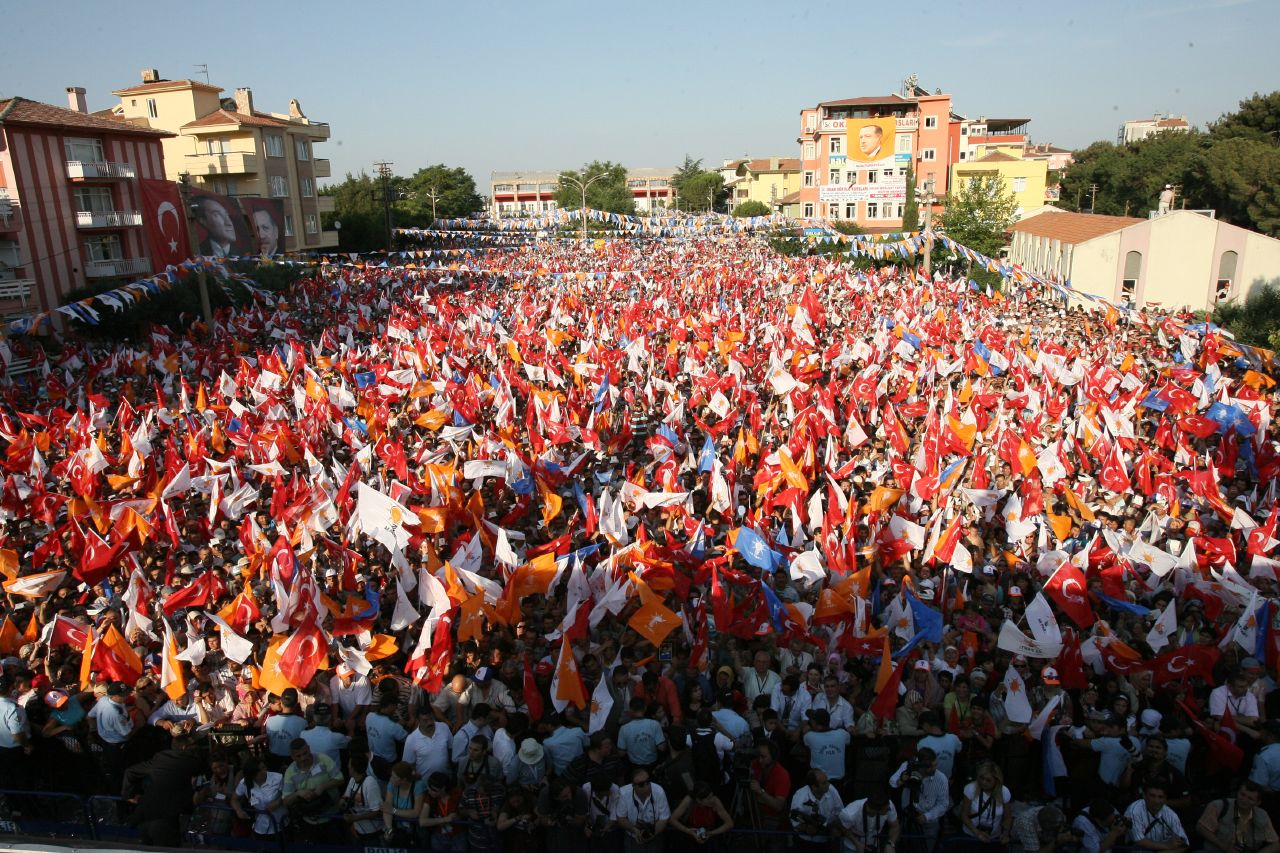
Manifestazione dell'AKP nel 2007.

Nel 2013, il percepito autoritarismo del partito AKP venne sfidato dalle proteste del parco di Gezi. La risposta repressiva dell'AKP al potere ricevette condanne internazionali e mise in dubbio la prosecuzione dei negoziati d'adesione all'Unione europea. Da allora, il partito AKP ha introdotto una regolamentazione ancora più restrittiva sull'aborto, sul consumo di alcolici e sull'accesso a internet, arrivando a bloccare temporaneamente Twitter e YouTube nel marzo 2014. A seguito degli scandali di corruzione del 2013, che hanno coinvolto numerosi ministri del partito, l'AKP è stato accusato in maniera crescente di clientelismo. 
L'AKP predilige una direzione fortemente centralizzata, e ha sostenuto a lungo la necessità di una trasformazione della Turchia in senso presidenzialista, riducendo inoltre in maniera significativa il numero delle posizioni elettive di governo locale nel 2013.
Nel 2013, il partito abbandonò il Partito Popolare Europeo per entrare nell'Alleanza dei Conservatori e dei Riformisti Europei, che ha successivamente lasciato nel 2018.
Alle elezioni presidenziali del 2014 il suo leader Erdogan è stato eletto presidente della repubblica con il 51.79%.
Nelle elezioni politiche del 2015 ha ottenuto il 49,50% dei voti e 317 seggi su 550.

## Ideologia
Il Partito della Giustizia e dello Sviluppo si presenta sulla scena politica turca come un partito conservatore di destra che ha conciliato ispirazione religiosa e la laicità dello Stato.
Tuttavia gli oppositori lo accusano di essere, in realtà, un partito islamista ed anti-laico.
È soggetto di dibattito quanto il partito sia rimasto fedele ai principi secolari della Costituzione turca; molteplici casi giudiziari sono stati aperti contro l'AKP, ma la Corte Costituzionale non ha mai bandito il partito. Secondo i suoi critici, l'AKP avrebbe una "agenda nascosta", nonostante l'impegno pubblico a favore della laicità, e il partito mantiene relazioni informali e di sostegno ai Fratelli Musulmani.
Tanto la politica interna quanto quella estera del partito sono state percepite come panislamiste o neo-ottomane, facendosi portatrici di un progetto di rinascita della cultura ottomana, spesso a spese dei principi laicisti repubblicani, con una presenza culturale crescente nei territori dell'ex Impero ottomano.

## Risultati elettorali
| Elezione                     | Voti       | %     | Seggi     |
| ---------------------------- | ---------- | ----- | --------- |
| Parlamentari 2002            | 10.808.229 | 34,28 | 363 / 550 |
| Parlamentari 2007            | 16.327.291 | 46,58 | 341 / 550 |
| Parlamentari 2011            | 21.399.082 | 49,83 | 327 / 550 |
| Parlamentari 2015 (giugno)   | 18.851.953 | 40,86 | 258 / 550 |
| Parlamentari 2015 (novembre) | 23.681.926 | 49,50 | 317 / 550 |
| Parlamentari 2018            | 21.335.579 | 42,56 | 295 / 600 |
| Parlamentari 2023            | 19.387.412 | 35,63 | 268 / 600 |

| Elezione           | Elezione | Candidato            | Voti       | %     | Esito       |
| ------------------ | -------- | -------------------- | ---------- | ----- | ----------- |
| Presidenziali 2014 | I turno  | Recep Tayyip Erdoğan | 21.000.143 | 51,79 | ✔️ Eletta/o |
| Presidenziali 2018 | I turno  | Recep Tayyip Erdoğan | 26.330.823 | 52,59 | ✔️ Eletta/o |
| Parlamentari 2023  | II turno | Recep Tayyip Erdoğan | 27.834.692 | 52,18 | ✔️ Eletta/o |